# Automeris altotridens
Automeris altotridens é uma espécie de mariposa do gênero Automeris, da família Saturniidae.
Sua ocorrência foi registrada na Guatemala, Baja Verapaz, Purutha, Finca Santa Rosa, a 1.650 m de altitude. Também foi observada no México.